# Hamilton (Washington)
Hamilton az Amerikai Egyesült Államok északnyugati részén, Washington állam Skagit megyéjében elhelyezkedő város. A 2010. évi népszámlálási adatok alapján 301 lakosa van.
Az 1981. március 19-én városi rangot kapott település első lakosa a névadó William Hamilton volt.
A Skagit folyó néhány évente megárad; a Federal Emergency Management Agency becslése szerint a helyreállítási munkálatokra 4,6 millió dollárt költöttek. A város elköltöztetésére 2004-ben létrejött a Hamilton Public Development Authority; 2018-ban a Forterra a Washington State Route 20 mentén 18 hektár földterületet vásárolt erre a célra.

## Éghajlat
A város éghajlata óceáni (a Köppen-skála szerint Cfb).
| Hónap                         | Jan.  | Feb.  | Már.  | Ápr. | Máj. | Jún. | Júl. | Aug. | Szep. | Okt.  | Nov.  | Dec.  | Év    |
| ----------------------------- | ----- | ----- | ----- | ---- | ---- | ---- | ---- | ---- | ----- | ----- | ----- | ----- | ----- |
| Rekord max. hőmérséklet (°C)  | 18,3  | 23,3  | 27,8  | 33,9 | 35,6 | 41,1 | 38,9 | 38,9 | 38,9  | 30,6  | 25,0  | 17,2  | 41,1  |
| Átlagos max. hőmérséklet (°C) | 6,1   | 8,3   | 11,7  | 15,0 | 18,3 | 20,6 | 23,9 | 24,4 | 21,7  | 15,6  | 8,9   | 5,6   | 15,0  |
| Átlagos min. hőmérséklet (°C) | 0,6   | 0,6   | 2,2   | 4,4  | 7,2  | 10,0 | 11,7 | 11,7 | 9,4   | 6,1   | 3,3   | 0,6   | 5,7   |
| Rekord min. hőmérséklet (°C)  | −18,0 | −17,2 | −11,7 | −3,9 | −1,7 | 1,7  | 1,1  | −0,6 | −1,1  | −12,2 | −13,9 | −18,0 | −18,0 |
| Átl. csapadékmennyiség (mm)   | 255   | 172   | 173   | 127  | 99   | 75   | 40   | 43   | 77    | 176   | 305   | 252   | 1794  |
| Forrás: The Weather Channel   |       |       |       |      |      |      |      |      |       |       |       |       |       |

## Népesség
A 2010-es népszámláláskor a városnak 301 lakója, 116 háztartása és 80 családja volt. A népsűrűség 97,1 fő/km2. A lakóegységek száma 141, sűrűségük 45,5 db/km2. A lakosok 90,4%-a fehér,  2%-a indián,   3,7%-a egyéb, 4%-a pedig kettő vagy több etnikumú. A spanyol vagy latino származásúak aránya 4,3% (   )
A háztartások 31,9%-ában élt 18 évnél fiatalabb. 51,7% házas, 9,5% egyedülálló nő, 7,8% egyedülálló férfi, 31% pedig nem család. 19% egyedül élt; 1,7%-uk 65 éves vagy idősebb. Egy háztartásban átlagosan 2,59 személy élt; a családok átlagmérete 2,99 fő.
A medián életkor 40,5 év volt. A város lakóinak 23,9%-a 18 évesnél fiatalabb, 9,6% 18 és 24 év közötti, 25,9%-uk 25 és 44 év közötti, 30,5%-uk 45 és 64 év közötti, 10%-uk pedig 65 éves vagy idősebb. A lakosok 48,5%-a férfi, 51,5%-a pedig nő.

## Fordítás
- Ez a szócikk részben vagy egészben  a   Hamilton, Washington című angol Wikipédia-szócikk ezen változatának fordításán alapul.  Az eredeti cikk szerkesztőit annak laptörténete sorolja fel. Ez a jelzés csupán a megfogalmazás eredetét és a szerzői jogokat jelzi, nem szolgál a cikkben szereplő információk forrásmegjelöléseként.